# Ministero delle imprese e del made in Italy
Il Ministero delle Imprese e del Made in Italy (MIMIT) è un dicastero del governo italiano. Si occupa di politica industriale, di commercio e di comunicazioni.
L'attuale ministro è Adolfo Urso, in carica dal 22 ottobre 2022.

## Evoluzione storica
A partire dall'Unità d'Italia nel 1861, le politiche relative alle attività produttive rientravano nell'ambito del Ministero per l'agricoltura, l'industria e il commercio, soppresso per un brevissimo periodo tra il 1877 e il 1878 dal governo Depretis II, ma subito ricostituito. Nel 1916, con il governo Boselli, viene aggiunta la competenza sul lavoro e la previdenza sociale ma scorporata l'agricoltura, creando così il Ministero per l'industria, il commercio e il lavoro. Nel 1920, con il governo Giolitti V, viene istituito il nuovo Ministero del lavoro e della previdenza sociale, lasciando il Ministero dell'industria e del commercio.
Durante il governo Mussolini avvengono varie trasformazioni: nel 1923 viene istituito il Ministero dell'economia nazionale, accorpando i tre ministeri del Lavoro e della previdenza sociale, dell'Industria e del commercio, e dell'Agricoltura, ma viene soppresso nel 1929 trasferendo le competenze sull'agricoltura nel ricostituito Ministero dell'agricoltura e foreste, e quelle relative a industria, commercio e lavoro nel già esistente Ministero delle corporazioni. Con la caduta del fascismo il governo Badoglio I nel 1943 sopprime quest'ultimo e ricrea il Ministero per l'industria, il commercio e il lavoro.
Nel dopoguerra, prima con il governo Parri nel 1945 le competenze vengono di nuovo suddivise tra il Ministero dell'industria e il commercio e il Ministero del lavoro e della previdenza sociale, e poi con il governo De Gasperi II nel 1946 viene anche scorporato il Ministero del commercio con l'estero. Nel 1966, con il governo Moro III, viene aggiunta la competenza sull'artigianato con modifica del nome in Ministero dell'industria, commercio e artigianato.
Allo scopo di ridurre il numero dei ministeri, la riforma Bassanini del 1999 determinò l'istituzione del Ministero delle attività produttive, unendo all'Industria anche il Ministero del commercio con l'estero e il Ministero delle comunicazioni, che tuttavia fu mantenuto autonomo dal governo Berlusconi II nel 2001.
Nel 2006, con il governo Prodi II, vengono sia aggiunte le competenze sulle politiche di coesione, accorpando il Dipartimento per lo sviluppo e la coesione economica dal Ministero dell'economia e delle finanze, sia costituito di nuovo il Ministero del commercio internazionale, con conseguente cambio della denominazione in Ministero dello sviluppo economico. Solo nel 2008 si decide di ripristinare la riforma Bassanini unificando nel Ministero dello sviluppo economico le funzioni del Ministero delle comunicazioni e del Ministero del commercio internazionale, che cessano di esistere a partire dal governo Berlusconi IV. 
Nel 2014 è stato scorporato il Dipartimento per lo sviluppo e la coesione economica per costituire la nuova Agenzia per la coesione territoriale. Nel 2019, con il governo Conte II, sono state trasferite al Ministero degli Affari esteri le competenze in materia di politica commerciale e di internazionalizzazione del sistema produttivo. Nel 2021 con il governo Draghi, sono state trasferite al nuovo Ministero della transizione ecologica le competenze in materia di energia (escluse quelle relative a concorrenza, mercato e sicurezza delle forniture).
Il 12 novembre 2022, con il Governo Meloni, assume la denominazione di Ministero delle Imprese e del Made in Italy.

## Competenze
Il Ministero ha competenze relative ai seguenti ambiti dell'economia italiana.
- Politica industriale: competitività, ricerca e innovazione industriale, trasferimento tecnologico, brevetti e marchi, lotta alla contraffazione, fondi e agevolazioni per le imprese, riconversione e riorganizzazione produttiva, gestione delle crisi aziendali, sostegno alle piccole e medie imprese, promozione della concorrenza, liberalizzazioni, tutela dei consumatori, semplificazione per le imprese, monitoraggio dei prezzi (tramite l'Osservatorio per la sorveglianza dei prezzi e delle tariffe, meglio conosciuto come Mister prezzi), metrologia legale e metalli preziosi, sicurezza dei prodotti e degli impianti, registro delle imprese e camere di commercio, vigilanza sul sistema cooperativo, sui consorzi agrari, sulle gestioni commissariali e sulle procedure di amministrazione straordinaria delle grandi imprese, sulle società fiduciarie e di revisione, attrazione degli investimenti esteri.
- Politica per le comunicazioni: regolamentazione delle comunicazioni elettroniche, della radiodiffusione sonora e televisiva e del settore postale, contratto di servizio con Rai e Poste Italiane, ripartizione delle frequenze per i servizi di radiodiffusione sonora e televisiva, telefonia cellulare e servizi di emergenza, rilascio di autorizzazioni per l'esercizio di stazioni radioelettriche e impianti di telecomunicazioni, verifiche sui requisiti all'immissione sul mercato di apparecchiature radioelettriche, monitoraggio e controllo dello spettro radioelettrico nazionale, programma infrastrutturale per la banda larga.

Le funzioni svolte dal Ministero e gli organismi a cui sovraintende danno attuazione alle disposizioni del Codice del consumo, del Codice delle assicurazioni private, del Codice della proprietà industriale, del Codice delle comunicazioni elettroniche.
Il Ministro è componente del Consiglio supremo di difesa e nomina il segretario generale presso l'Autorità garante della concorrenza e del mercato (la cosiddetta Antitrust).

## Enti vigilati e società controllate
Gli enti pubblici vigilati dal Ministero sono :
- Ente nazionale per il microcredito
- Banco nazionale di prova per le armi da fuoco portatili e per le munizioni commerciali (ente strumentale per i test balistici)
- Cassa conguaglio GPL
- Sistema camerale

Le società controllate a vario titolo sono:
- Invitalia - Agenzia nazionale per l'attrazione degli investimenti e lo sviluppo d'impresa
- Servizi assicurativi del commercio estero (SACE)
- Poste Italiane - fornitura del servizio universale postale, con verifica quinquennale da parte del Ministero.
- Simest - Società italiana per le imprese all'estero

Gli enti di diritto privato controllati sono:
- Ente nazionale italiano di unificazione (UNI)
- ACCREDIA - Ente italiano di accreditamento
- Comitato elettrotecnico italiano (CEI)
- Consorzio Infomercati
- Fondazione Ugo Bordoni
- Fondazione Valore Italia

Dal 1º gennaio 2020 l'ICE - Agenzia per la promozione all'estero e l'internazionalizzazione delle imprese italiane, precedentemente sotto il controllo del MISE, in seguito alla riforma 104/2019 opera sotto l'indirizzo e la vigilanza del Ministero degli affari esteri e della cooperazione internazionale e della rete delle rappresentanze diplomatico-consolari italiane.
È membro dell'Istituto europeo per le norme di telecomunicazione (ETSI).

## Organizzazione interna
Il Ministero è organizzato negli uffici di Gabinetto a diretta collaborazione del ministro, nell'ufficio del segretario generale e nelle seguenti Direzioni Generali (DG).
- DG per la politica industriale, l'innovazione e le piccole e medie imprese (compresa l'unità per la gestione delle vertenze che concede la Cassa integrazione guadagni straordinaria e le sue eventuali proroghe)
- DG per la lotta alla contraffazione – Ufficio italiano brevetti e marchi
- DG per il mercato, la concorrenza, il consumatore, la vigilanza e la normativa tecnica
- DG per la pianificazione e la gestione dello spettro radioelettrico
- DG per i servizi di comunicazione elettronica, di radiodiffusione e postali
- DG per le attività territoriali (che sovrintende ai 15 ispettorati territoriali delle comunicazioni)
- DG per gli incentivi alle imprese
- DG per la vigilanza sugli enti, il sistema cooperativo e le gestioni commissariali
- DG per le risorse, l'organizzazione e il bilancio
- Istituto superiore delle comunicazioni e delle tecnologie dell'informazione (ISCOM)

Sono organismi del Ministero il Consiglio superiore delle comunicazioni, il Comitato unico di garanzia, il Comitato media e minori, l'Organismo indipendente di valutazione (OIV), la Consulta emissione carte valori postali e filatelia, la Commissione studio carte valori postali, l'Osservatorio per i servizi pubblici locali, l'Osservatorio permanente per la sicurezza e la tutela delle reti e delle comunicazioni.

## Ministri delle Imprese e del Made in Italy
L'elenco comprende i ministri dell'Industria e del commercio dal 1946 al 1966, dell'Industria, commercio e artigianato dal 1966 al 2001, delle Attività produttive dal 2001 al 2006, dello Sviluppo economico dal 2006 al 2022, delle Imprese e del made in Italy dal 2022 in poi.

## Riferimenti normativi
- Decreto del Presidente del Consiglio dei ministri 29 luglio 2021, n. 149 - Regolamento di organizzazione del Ministero dello sviluppo economico.